# Famotidine
La famotidine est un antihistaminique H2 qui inhibe la production d'acide gastrique.
Une combinaison de famotidine et d'ibuprofène montre un profil d'innocuité gastro-intestinale favorable lors d'usage à long terme pour les patients requérant une thérapie pour de l'arthrite rhumatoïde.